# Toride
Toride (Japans: 取手市, Toride-shi) is een stad in de prefectuur Ibaraki op het eiland Honshu in Japan. De stad heeft een oppervlakte van 69,96 km² en medio 2008 bijna 110.000 inwoners. De rivier Tone loopt van zuidwest naar zuidoost langs de grens van de stad.

## Geschiedenis
Op 1 oktober 1970 werd Toride een stad (shi).
Op 28 maart 2005 werd de gemeente (藤代町, Fujishiro-machi) bij Toride gevoegd en vormt nu het noordwestelijke deel van de stad.

## Economie
Bekende bedrijven uit Toride zijn de Kirin bierbrouwerij en de fabriek van Nissin Foods waar instant Japanse pastaproducten worden gemaakt.

## Verkeer
Toride ligt aan de Jōban-lijn van de East Japan Railway Company en de Jōsō-lijn van de Kanto Spoorwegen (Kantō Tetsudō).
Toride ligt aan de autowegen 6 en 294.

## Stedenbanden
Toride heeft een stedenband met
- Guilin, China
- Yuba City, Verenigde Staten

## Geboren in Toride
- Taira no Masakado (平 将門, Taira no Masakado), landeigenaar (903?-940)
- Honda Shigetsugu (本多重次, Honda Shigetsugu) samurai (1529-1596)
- Takano Suju (高野 素十, Takano Sujū), haikuïst en medicus
- Takanobu Jumonji (十文字貴信, Jūmonji Takanobu), baanwielrenner
- Toyoshima Machiko (豊嶋 真千子, Toyoshima Machiko), stemacteur

## Aangrenzende steden
- Abiko
- Kashiwa
- Moriya
- Ryugasaki
- Tsukubamirai